# Осметрий
Осметрий (лат. Osmeterium) или вилкообразная железа — специальная железа имеющаяся в переднегрудном сегменте у гусениц бабочек семейства парусников и хохлатки (Notodontidae). Она представляет собой два длинных оранжево-красных «рожка».
Гусеница выдвигает осметрий из своего тела при раздражении и возможной опасности. При этом из железы выделяется особый секрет оранжево-жёлтого цвета с неприятным резким и едким запахом, содержащий терпены. Подобным образом защищаются только молодые и средневозрастные гусеницы, а гусеницы последних возрастов при опасности железу не выдвигают.
Строение осметрия было изучено на примере гусеницы Papilio demoleus libanius. В ходе исследования было установлено, что он образован тремя типами клеток.
- Осметрий гусеницы махаона
- Осметрий гусеницы Papilio multicaudata
- Осметрий гусеницы Papilio xuthus